# Championnat de France de rugby à XIII de 2e division 2024-2025
Navigation
Édition précédente Édition suivante
Le Championnat de France de rugby à XIII d'Élite 2 2024-2025 ou Élite 2 2024-2025 oppose pour la saison 2024-2025 les meilleures équipes françaises de rugby à XIII de seconde division au nombre de neuf du 5 octobre 2024 au 17 mai 2025.

## Liste des équipes en compétition
| \| Carpentras Réalmont Ille-sur-Têt Lescure-Arthès Palau-del-Vidre Salon-de-Provence Tonneins Pamiers Villegailhenc \| Clubs évoluant dans le Championnat de France en 2024-2025. |
| Carpentras Réalmont Ille-sur-Têt Lescure-Arthès Palau-del-Vidre Salon-de-Provence Tonneins Pamiers Villegailhenc                                                                  |

L'U.S. Entraigues, présent lors de la saison précédente en terminant à la huitième place sur neuf, quitte la seconde division pour se relancer dans la division inférieure dite « Nationale » pour se redonner un nouvel élan. Il est numériquement remplacé par Réalmont XIII, vainqueur de la division Nationale 2024 face à Pamiers-Vernajoul XIII, qui annonce sa volonté de monter en seconde division au lendemain de son titre. Son finaliste malheureux, Pamiers-Vernajoul XIII, se voit lui aussi proposer la montée en seconde division par la Fédération et l'accepte. Enfin, le club de Villefranche XIII Aveyron quitte la seconde division, fort de son titre remporté lors de l'édition 2024, pour intégrer la première division.

### Équipes saison 2024-2025
| Club                           |
| ------------------------------ |
| R.C. Carpentras                |
| Ille XIII                      |
| R.C. Lescure-Arthès XIII       |
| R.C. Palau XIII                |
| Réalmont XIII                  |
| R.C. Salon XIII                |
| Tonneins Lot-et-Garonne XIII   |
| Pamiers-Vernajoul XIII         |
| Villegailhenc-Aragon R.L. XIII |

### Classement de la première phase
| Rang | Club                           | J  | V  | N | D  | Bo | Bd | Pm  | Pe  | Diff | Pts |
| ---- | ------------------------------ | -- | -- | - | -- | -- | -- | --- | --- | ---- | --- |
| 1    | R.C. Palau XIII                | 16 | 14 | 0 | 2  | 0  | 0  | 532 | 326 | +206 | 42  |
| 2    | Villegailhenc-Aragon R.L. XIII | 16 | 10 | 0 | 6  | 0  | 6  | 462 | 268 | +194 | 36  |
| 3    | Ille XIII                      | 16 | 11 | 0 | 5  | 0  | 2  | 473 | 327 | +146 | 35  |
| 4    | R.C. Carpentras                | 16 | 10 | 0 | 6  | 0  | 3  | 513 | 407 | +106 | 33  |
| 5    | Pamiers-Vernajoul XIII         | 16 | 7  | 0 | 9  | 0  | 6  | 336 | 396 | -60  | 27  |
| 6    | R.C. Lescure-Arthès XIII       | 16 | 6  | 0 | 10 | 0  | 5  | 390 | 475 | -85  | 23  |
| 7    | Réalmont XIII                  | 16 | 6  | 0 | 10 | 0  | 3  | 303 | 433 | -130 | 21  |
| 8    | Tonneins Lot et Garonne XIII   | 16 | 5  | 0 | 11 | 0  | 4  | 363 | 557 | -194 | 19  |
| 9    | R.C. Salon XIII                | 16 | 3  | 0 | 13 | 0  | 7  | 320 | 503 | -183 | 16  |

|  | Qualifiés pour les demi-finales                      |
|  | Qualifiés pour les barrages d'accès aux demi-finales |

Attribution des points : victoire : 3, défaite par 12 points d'écart ou moins : 1 (point bonus), défaite par plus de 12 points d'écart : 0.
En cas d'égalité du nombre de points de classement, c'est la différence de points générale.

### Phase finale
|  | Barrages 27 avril 2025                               | Barrages 27 avril 2025                               |                                                    |                                                    | Demi-finales 3-4 mai 2025                              | Demi-finales 3-4 mai 2025                              |  |  | Finale 25 mai 2025                                          | Finale 25 mai 2025                                          |
|  | Barrages 27 avril 2025                               | Barrages 27 avril 2025                               |                                                    |                                                    | Demi-finales 3-4 mai 2025                              | Demi-finales 3-4 mai 2025                              |  |  | Finale 25 mai 2025                                          | Finale 25 mai 2025                                          |
|  |                                                      |                                                      |                                                    |                                                    |                                                        |                                                        |  |  |                                                             |                                                             |
|  | Le 27 avril 2025 au stade de la Roseraie, Carpentras | Le 27 avril 2025 au stade de la Roseraie, Carpentras |                                                    |                                                    | Le 4 mai 2025 au stade Georges-Vaills, Palau-del-Vidre | Le 4 mai 2025 au stade Georges-Vaills, Palau-del-Vidre |  |  | Le samedi 17 mai 2025 à 15h30 au stade Daniel-Ambert de Pia | Le samedi 17 mai 2025 à 15h30 au stade Daniel-Ambert de Pia |
|  | Le 27 avril 2025 au stade de la Roseraie, Carpentras | Le 27 avril 2025 au stade de la Roseraie, Carpentras |                                                    |                                                    | Le 4 mai 2025 au stade Georges-Vaills, Palau-del-Vidre | Le 4 mai 2025 au stade Georges-Vaills, Palau-del-Vidre |  |  | Le samedi 17 mai 2025 à 15h30 au stade Daniel-Ambert de Pia | Le samedi 17 mai 2025 à 15h30 au stade Daniel-Ambert de Pia |
|  | Le 27 avril 2025 au stade de la Roseraie, Carpentras | Le 27 avril 2025 au stade de la Roseraie, Carpentras | R.C. Palau XIII                                    | 34                                                 |                                                        |                                                        |  |  | Le samedi 17 mai 2025 à 15h30 au stade Daniel-Ambert de Pia | Le samedi 17 mai 2025 à 15h30 au stade Daniel-Ambert de Pia |
|  | R.C. Carpentras                                      | 30                                                   | R.C. Palau XIII                                    | 34                                                 |                                                        |                                                        |  |  | Le samedi 17 mai 2025 à 15h30 au stade Daniel-Ambert de Pia | Le samedi 17 mai 2025 à 15h30 au stade Daniel-Ambert de Pia |
|  | R.C. Carpentras                                      | 30                                                   | R.C. Carpentras                                    | 16                                                 |                                                        |                                                        |  |  | Le samedi 17 mai 2025 à 15h30 au stade Daniel-Ambert de Pia | Le samedi 17 mai 2025 à 15h30 au stade Daniel-Ambert de Pia |
|  | Pamiers-Vernajoul XIII                               | 22                                                   | R.C. Carpentras                                    | 16                                                 |                                                        |                                                        |  |  | Le samedi 17 mai 2025 à 15h30 au stade Daniel-Ambert de Pia | Le samedi 17 mai 2025 à 15h30 au stade Daniel-Ambert de Pia |
|  | Pamiers-Vernajoul XIII                               | 22                                                   | Le 3 mai 2025 au stade Jérome Rieux, Villegailhenc | Le 3 mai 2025 au stade Jérome Rieux, Villegailhenc | R.C. Palau XIII                                        | 20                                                     |  |  |                                                             |                                                             |
|  | Le 27 avril 2025 au stade Jean-Galia, Ille-sur-Têt   |                                                      | Le 3 mai 2025 au stade Jérome Rieux, Villegailhenc | Le 3 mai 2025 au stade Jérome Rieux, Villegailhenc | R.C. Palau XIII                                        | 20                                                     |  |  |                                                             |                                                             |
|  |                                                      | Villegailhenc-Aragon R.L. XIII                       | Le 3 mai 2025 au stade Jérome Rieux, Villegailhenc | Le 3 mai 2025 au stade Jérome Rieux, Villegailhenc | 17                                                     |                                                        |  |  |                                                             |                                                             |
|  | Ille XIII                                            | Villegailhenc-Aragon R.L. XIII                       | Le 3 mai 2025 au stade Jérome Rieux, Villegailhenc | Le 3 mai 2025 au stade Jérome Rieux, Villegailhenc | 17                                                     | 25                                                     |  |  |                                                             |                                                             |
|  | Ille XIII                                            | Villegailhenc-Aragon R.L. XIII                       | 33                                                 |                                                    |                                                        | 25                                                     |  |  |                                                             |                                                             |
|  | R.C. Lescure-Arthès XIII                             | Villegailhenc-Aragon R.L. XIII                       | 33                                                 | 8                                                  |                                                        |                                                        |  |  |                                                             |                                                             |
|  | R.C. Lescure-Arthès XIII                             | Ille XIII                                            | 16                                                 | 8                                                  |                                                        |                                                        |  |  |                                                             |                                                             |
|  |                                                      | Ille XIII                                            | 16                                                 |                                                    |                                                        |                                                        |  |  |                                                             |                                                             |

### Finale
(mt : -)
Points marqués :
Évolution du score : 
Arbitre : 
Spectateurs : 

## Médias
Certaines rencontres sont commentées en direct sur radio Marseillette, parfois en Occitan. De plus en plus de clubs diffusent leurs matchs à domicile sur YouTube .
Les publications britanniques Rugby League World (mensuel) et Rugby Leaguer&League Express (hebdomadaire) couvrent parfois le championnat.
Les journaux régionaux L'Indépendant et la Dépêche du Midi suivent également la compétition :  le fait qu'ils soient bien souvent compris dans les offres d'abonnement « presse » des fournisseurs d'accès d'internet ou des opérateurs mobiles (kiosque sur smartphone, par exemple Cafeyn) leur donnant la possibilité d'être lus au-delà de leurs régions d'origine. Le magazine australien Rugby League Review donne parfois les résultats de la compétition.
Midi Libre indique occasionnellement les résultats du championnat chaque lundi, mais pas dans toutes ses éditions.
Le site internet Treize Mondial suit en détail ce championnat.